# コレット・ファヴァ
コレット・ファヴァ（Colletto Fava）は、イタリア北西部のピエモンテ州フラボーザ・ソッターナ村南部、アルテジナ (it:Artesina) 集落の東にある標高1,500mの丘である。丘の中腹には、巨大なピンクのうさぎのぬいぐるみが設置されている。
ぬいぐるみは、ウィーンの美術グループ「ゼラチン」 (gelitin) が設置した Hase（ドイツ語で「うさぎ」）と題する芸術作品で、全長は約60メートル、側面の高さは6メートル。この作品は、2005年9月18日の11時30分に初めて公開された。グループのメンバーは、人々が芸術作品を鑑賞するだけでなく、ハイカーがそれに登り上でくつろぐことができるようにしたと述べた。「ピンク・ラビット」と通称されるこの作品は2025年までコレット・ファヴァで公開される。
この芸術グループは、既にいくつかの等身大より大きい作品を発表している。例えば The Writer と題する高さ9mの書き物机と椅子などがある。